# Antoine Rigaudeau
Antoine Roger Rigaudeau (Cholet, 17 dicembre 1971) è un ex cestista e allenatore di pallacanestro francese.
Soprannominato "Le Roi", giocava nel ruolo di guardia, è alto 2,01 m e pesa 94 kg circa.

## Carriera

### Gli inizi
Inizia a giocare a pallacanestro all'età di 7 anni militando nelle giovanili del Cholet Basket, con cui esordisce nella massima serie inanellando quattro trofei consecutivi di MVP della Lega francese, dal 1991 al 1994.
L'anno seguente lascia la squadra che lo ha allevato per vestire la maglia del Pau-Orthez, una delle squadre transalpine più blasonate, che lo vede per due anni tra le sue file: nel 1996 conquista sia il titolo francese sia il premio di miglior giocatore. Da allora la sua carriera è una rapida ascesa verso l'élite dell'Europa dei canestri.

### La Virtus

Rigaudeau alla Virtus nella stagione 1998-99

Dopo aver vinto tutto in Francia a livello nazionale, nel 1997 passa in Italia alla Virtus Bologna, formazione con la quale raggiungerà l'apice della sua esperienza sportiva.
Al fianco di Predrag Danilović e dei nuovi astri nascenti Hugo Sconochini ed Alessandro Abbio, Antoine e la Virtus di coach Ettore Messina sbancano l'Italia e l'Europa, vincendo scudetto ed Eurolega mentre il francese si consacra European All-Star.
Nel 1999 i bianconeri si aggiudicano solo la Coppa Italia ma Rigaudeau si conferma All-Star a livello continentale.
Il nuovo millennio si presenta ricco di soddisfazioni: Antoine viene insignito dal Presidente della Repubblica francese Cavaliere della Legion d'Onore, massima onorificenza attribuibile ad un cittadino francese.
L'esperienza di Rigaudeau, supportata dalla freschezza e dall'atletismo delle future stelle, tra cui Emanuel Ginóbili, Marko Jarić e Matjaž Smodiš, è un tassello fondamentale nel trascinare i bianconeri al trono d'Europa, la corazzata completa il "Grande Slam" aggiudicandosi Eurolega, Coppa Italia e titolo italiano, ma perde la supercoppa ad inizio stagione contro la Virtus Roma nelle Final 4 di Siena.

### L'NBA
A metà stagione Antoine, dopo un quinquennio ed un'ennesima Coppa Italia vinta, va via da Bologna per volare ai Dallas Mavericks in NBA. Oltreoceano però non trova gli spazi concessigli da Ettore Messina in Virtus, la franchigia fallisce nella post-season e decide di ritornare in Europa per rilanciare la sua carriera.

### Il ritorno in Europa
Chiusa la parentesi americana, trova posto in Spagna, al Pamesa Valencia, dove disputa due stagioni ad alto livello, senza però incidere come un tempo. Dopo l'Europeo del 2005 ha annunciato il ritiro.

## Allenatore
Il 3 giugno 2015 viene scelto come nuovo allenatore del Paris-Levallois. Si dimette dall'incarico il 27 dicembre seguente per motivi personali.

## In nazionale
Con la nazionale francese si è aggiudicato la medaglia d'argento alle Olimpiadi del 2000 e quella di bronzo agli europei del 2005.

## Palmarès

### Squadra
- Campionato francese: 1

Pau-Orthez: 1995-96
- Campionato italiano: 2

Virtus Bologna: 1997-98, 2000-01
- Coppa Italia: 3

Virtus Bologna: 1999, 2001, 2002
- Coppa dei Campioni - Eurolega: 2

Virtus Bologna: 1997-98, 2000-01

### Individuale
- LNB Pro A MVP francese: 5

Cholet: 1990-91, 1991-92, 1992-93, 1993-94
Pau-Orthez: 1995-96